# سيرترالين
زولوفت أو سيرترالين (بالإنجليزية: Sertraline)‏ هو دواء مضاد للاكتئاب، ينتمي العلاج إلى عائلة "مثبطات استرداد السيروتونين الانتقائية"، والتي تعمل على زيادة نسبة السيروتونين في الجهاز العصبي المعروف بتأثيره المحسن للمزاج والمزيل للاكتئاب. وهذا الدواء يثبط، بشكل محدد، عودة استغلال السيروتونين في الدماغ . وهو مماثل، في فاعليته، لادوية فلوكسيتين (Fluoxetine)، باروكسيتين (paroxetine) وسيتالوبرام (Citalopram).
كما يستخدم هذا الدواء لمعالجة حالات الوسواس القهري ، والقلق الاجتماعي ونوبات الهلع و اضطراب ما بعد الصدمة . وثمة استخدامات أخرى يتم البحث فيها تشمل معالجة الاكتئاب السابق للحيض أو اضطراب ما قبل الطمث الاكتئابي (Premenstrual dysphoric disorder) ، الاكتئاب الذهاني، والمشاكل السلوكية نتيجة الإصابة الدماغية والقذف المبكر (Ejaculatio praecox).

## الأستخدامات
يستخدم عقار السيرترالين في علاج :الاكتئاب  ،اضطرابات الهلع، الرهاب، اضطراب الكرب التالي للرضخ، الاكتئاب الذهاني، الوسواس القهري، الاضطراب المزعج السابق للحيض.

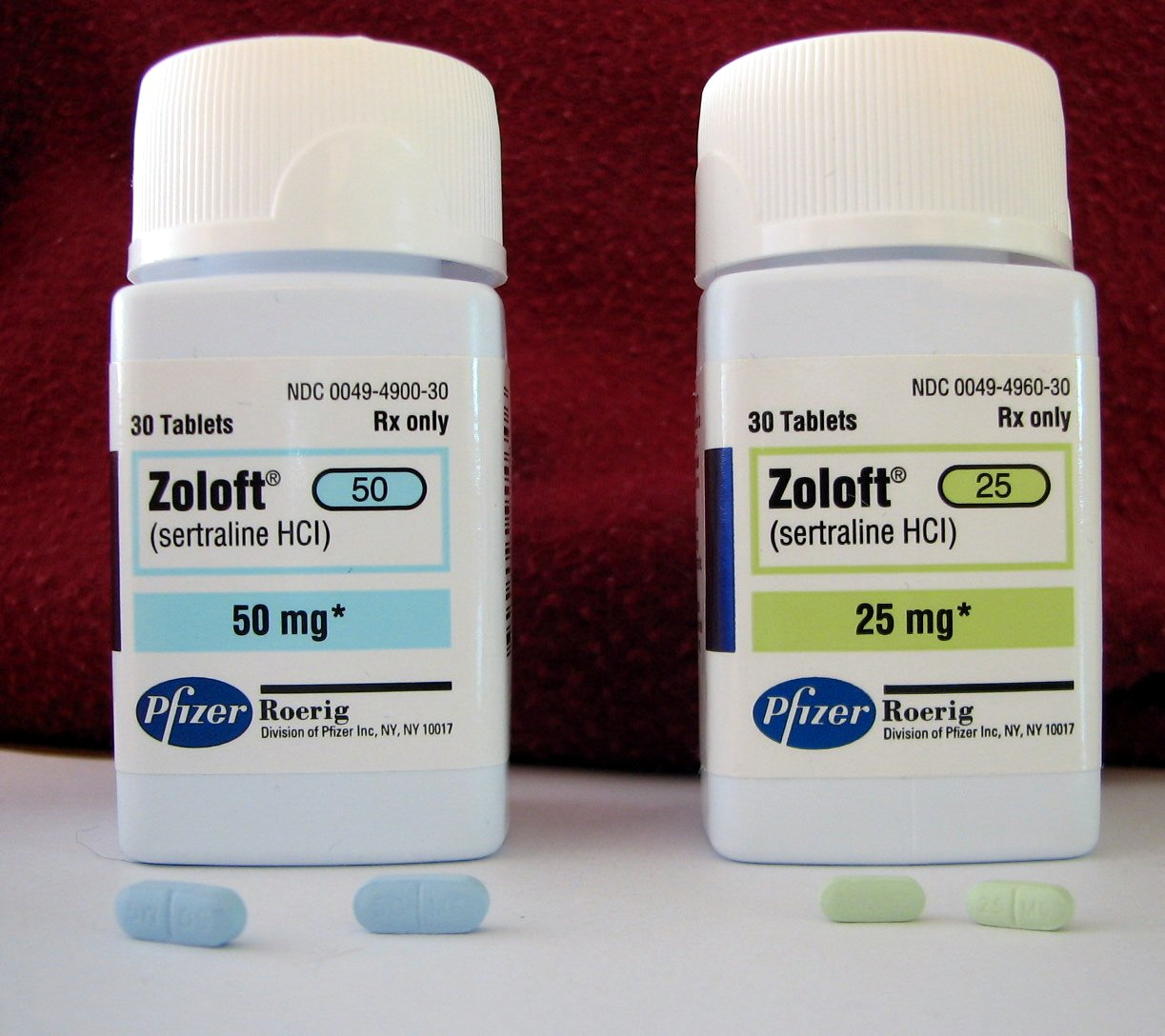
زولوفت 50 ملغ و25 ملغ (الولايات المتحدة)

## موانع الاستخدام
يمنع استخدامه السيرترالين للمرضى الذين أظهروا فرط الحساسية للعلاج. كما يمنع اعطاؤه إذا كان المريض يتناول بنفس الوقت مثبطات أكسيداز أحادي الأمين . Sertraline appears to be associated with التهاب القولون المجهري, a rare condition of unknown علم أسباب الأمراض. وايضا مع مضاد الذهان البيموزايد .